# Конецький повіт
Конецький повіт (пол. powiat konecki) — один з 13 земських повітів Свентокшиського воєводства Польщі.
Утворений 1 січня 1999 року в результаті адміністративної реформи.

## Загальні дані
Повіт знаходиться у північній частині воєводства.
Адміністративний центр — місто Конське.
Станом на 1.01.2008 населення становить 83 590 осіб, площа 1139,69 км².

## Демографія
Демографічні дані повіту станом на 30.06.2006:
|       | Всього | Всього | Жінки  | Жінки | Чоловіки | Чоловіки |
| ----- | ------ | ------ | ------ | ----- | -------- | -------- |
|       | осіб   | %      | осіб   | %     | осіб     | %        |
| Повіт | 84 239 | 100    | 42 827 | 50,8  | 41 412   | 49,2     |
| Міста | 26 653 | 100    | 13 864 | 52,0  | 12 789   | 48,0     |
| Села  | 57 586 | 100    | 28 963 | 50,3  | 28 623   | 49,7     |